# Харново (Поморське воєводство)
Харново (пол. Charnowo) — село в Польщі, у гміні Устка Слупського повіту Поморського воєводства.
Населення — 304 особи (2011).
У 1975-1998 роках село належало до Слупського воєводства.

## Демографія
Демографічна структура станом на 31 березня 2011 року:
|          | Загалом | Допрацездатний вік | Працездатний вік | Постпрацездатний вік |
| -------- | ------- | ------------------ | ---------------- | -------------------- |
| Чоловіки | 153     | 37                 | 108              | 8                    |
| Жінки    | 151     | 34                 | 94               | 23                   |
| Разом    | 304     | 71                 | 202              | 31                   |